# Атнары
Атна́ры (чув. Атнар) — село в Красночетайском районе Чувашской Республики.  Административный центр Атнарского сельского поселения.

## География
Находится в северо-западной части Чувашии, на расстоянии приблизительно 4 км на юго-восток по прямой от районного центра села Красные Четаи у реки Уревка.

## История
Известно с 1815 года, когда здесь было учтено 30 дворов и 223 жителя. В 1897 году было учтено 86 дворов и 557 жителей, в 1926 – 187 дворов и 945 жителей, в 1939 – 1072 жителя, в 1979 – 840. В 2002 году было 332 двора, в 2010 – 262  домохозяйства. В 1929 году был образован колхоз «Коминтерн», в 2010 году действовал СХПК «Коминтерн». В 1901–33 действовала Рождественская церковь.

## Население
Постоянное население составляло 775 человек (чуваши 99%) в 2002 году, 675 в 2010.